# 사이교의 딸
사이교의 딸(일본어: 西行の娘 さいぎょうのむすめ[*], 추정 생몰년 : 1137년 (호엔 3년) - 1199년 (쇼지 원년))은 헤이안 시대 말기부터 가마쿠라 시대 초기에 걸쳐 살은 비구니이다. 사이교 (사토 노리키요)의 딸로, 속명과 법명은 알려지지 않았기 때문에, 일반적으로 간단하게 "사이교의 딸"로 부르고 있다.

## 『사이교모노가타리(西行物語)』에서의 사이교의 딸
사이교의 딸은 사이교가 출가할 때 매달리는 딸을 뿌리치고 집을 나섰다는 『사이교모노가타리(西行物語)』에 그려진 일화로 알려져있다. 에도 시대에 퍼진 『사이교모노가타리』의 판본에는 이 밖에 "아버지와 딸이 재회한 이야기", "아버지의 권유로 출가한 이야기", "출가 후에는 어머니와 함께 고야산자락 아마노 땅에서 수행을 일삼은 이야기", "평생 남자를 모른 채 사망한 이야기" 등 몇 가지 일화가 포함되어 있다. 그러나, 당초의 『사이교모노가타리』는 일생에 여러 번 행해진 것으로 보이는 사이교의 오슈 등 먼 곳으로의 여행을 한 번뿐인 것으로 묘사하는 등, 사실을 충실히 기록한 것은 아닌 것으로 보인다. 더불어 『사이교모노가타리』는 사본, 판본 간의 이동이 큰 작품으로, 옛 시대의 사본 (예를 들면 가마쿠라 중기의 아부츠니 사본)에서는 아버지의 출가 시의 일화 밖에 존재하지 않기 때문에, 그 이외의 이야기는 후세가 창작했을 가능성이 높고, 이것들을 바탕으로 사실을 찾는 것은 곤란하다는 견해도 존재한다.

## 실재 인물로써의 사이교의 딸
사이교에게 딸이 있었다는 것 자체는 동시대의 다른 문헌 등에서도 확인할 수 있으나, 단편적으로 언급만 있는 것이 대부분이며, 이름 등 불분명한 점도 많다. 카모노 쵸메이의 『홋신슈(発心集)』에서는 사이교가 출가할 때, 딸을 동생에게 간곡히 부탁했다고 하는 등, 『사이교모노가타리(西行物語)』의 기술과는 크게 다른 기록도 적지 않다.

## 관련 유적
사이교의 아내와 딸이 수행하면서 살았다고 전해지는 와카야마현 이토군 카츠라기쵸 카미아마노에는
- 사이교의 아내와 딸의 묘라고 전해지는 묘
- 사이교의 아내와 딸이 거처로 삼았다는 암자를 재건한 "사이교당(西行堂)"
- 사이교의 아내와 딸이 공양한 4기의 보물인탑

라고 하는 유적이 존재하고 있다.

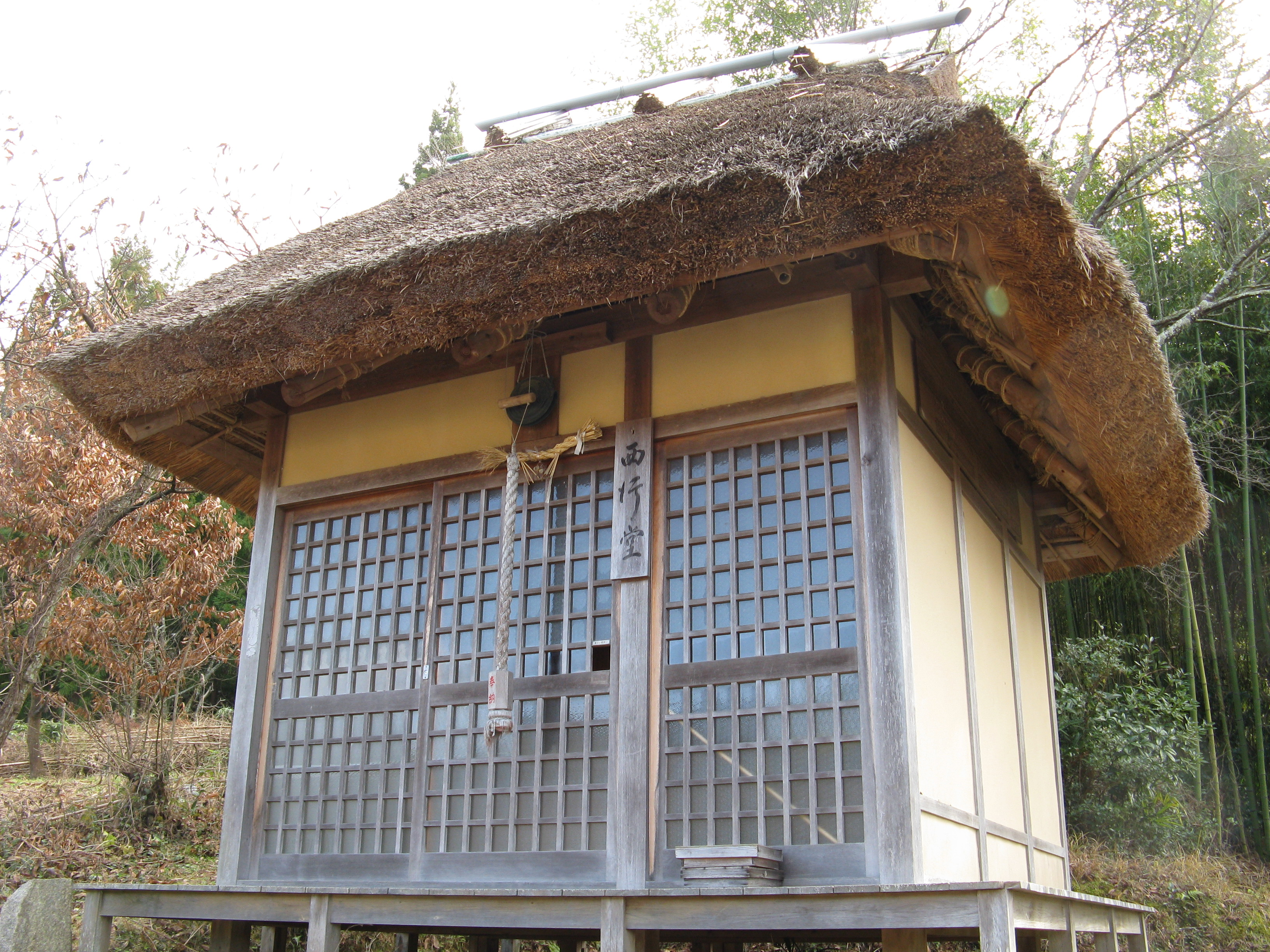
사이교당 (西行堂)
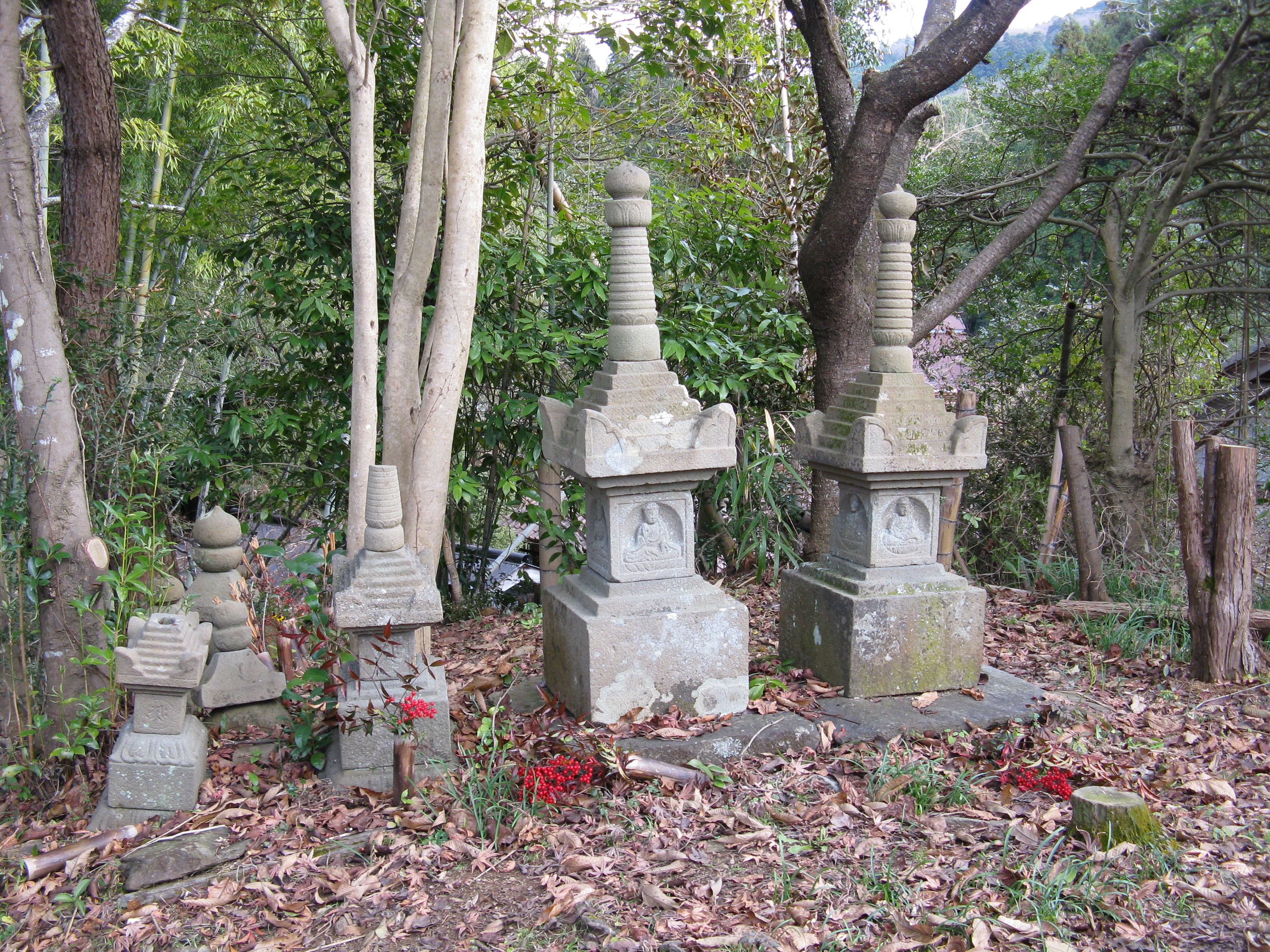
사이교의 아내와 딸의 보물인탑 (오른쪽 2기는 와카야마현 문화재)